# Micol Cattaneo
Micol Cattaneo (Como, 14 maggio 1982) è un'ostacolista italiana.
Il suo 12"98 sui 100 metri ostacoli, ottenuto in Francia ad Annecy durante la Coppa Europa del 2008, rappresenta la 6ª migliore prestazione italiana di tutti i tempi sulla distanza, a pari merito con Marzia Caravelli.
In ambito nazionale è una delle atlete, tra quelle ancora in attività, tra le più titolate: infatti dal 1997 (secondo anno da cadetta) ad oggi, ha vinto 24 titoli italiani tra Campionati assoluti (8) e giovanili (16); degli 8 titoli assoluti, 4 indoor sui 60 m hs ed altrettanti outdoor nei 100 m hs.
A livello internazionale ha vinto 2 medaglie d'oro entrambe con la staffetta 4x100 m, ai Mondiali militari del 2007 (insieme ad Anita Pistone, Rita De Cesaris e Maria Aurora Salvagno) ed ai Giochi del Mediterraneo nel 2013 (con Jessica Paoletta, Ilenia Draisci ed Audrey Alloh).
Detiene 2 record italiani giovanili: promesse sui 60 m hs e cadette sugli 80 m hs.

## Biografia

### Gli esordi
Ha iniziato a praticare l'atletica nel 1996 all'età di 14 anni (categoria Cadette), dopo aver provato diverse discipline sportive, come ad esempio pallavolo, nuoto e calcio.
Il padre Giuseppe è un ex calciatore che ha militato nel Napoli di Zoff, nell'Atalanta, nel Como, nel Cesena e nel Chiasso nella massima divisione svizzera.
È allenata da Flavio Alberio.
Micol Cattaneo ha ottenuto vari successi in campo nazionale nella specialità dei 60 metri ostacoli indoor e nei 100 metri ostacoli all'aperto, avvicinando i suoi primati personali ai record italiani di specialità.

### 1997-1999: numerosi titoli giovanili, esordio e prima medaglia in una competizione internazionale
Ha vinto il suo primo titolo italiano nel 1997 sugli 80 m hs cadette.
Da allieva, nel biennio 1998-1999, ha vinto 5 titoli italiani: 100 m hs (1998-1999), 60 m hs (1999), tetrathlon e pentathlon (1999).
Nel 1998 ha raggiunto la finale sui 100 m hs alle Gymnasiadi tenutesi in Cina a Shanghai.
La prima medaglia in una manifestazione internazionale la vince nel 1999 quando partecipa al Festival olimpico della gioventù europea in Danimarca ad Esbjerg in cui giunge quarta sui 100 m hs e conquista l'argento con la staffetta 4x100 m; nello stesso anno gareggia ai Mondiali allievi svoltisi a Bydgoszcz in Polonia terminando la sua partecipazione in batteria.

### 2000-2002: mondiali ed europei juniores, incetta di titoli giovanili
Ai Mondiali juniores in Cile a Santiago del Cile nel 2000 esce in batteria sui 100 m hs, mentre agli Europei juniores in Italia a Grosseto del 2001 arriva ottava sui 100 m hs e quinta con la 4x100 m.
Nel biennio 2000-2001 ha vinto tutti e 6 (3 doppiette) i titoli italiani juniores a cui ha gareggiato: 60 m hs (indoor), 100 m e 100 m hs (outdoor).
Nel 2002 ha vinto il titolo promesse indoor sui 60 m hs.

### 2003-2004: europei under 23, universiade, titoli promesse e primo titolo assoluto
Agli Europei under 23 in Polonia a Bydgoszcz nel 2003 esce in batteria sui 100 m hs e termina al quinto posto con la staffetta 4x100 m; all'Universiade di Taegu in Corea del Sud, nello stesso anno, non va oltre i quarti dsi finale sui 100 m hs.
Nel biennio 2003-2004 ha ottenuto due accoppiate di titoli italiani: 100 m hs promesse ('03-'04) e 60 m hs indoor promesse ed assoluti (‘04).

### 2005-2007: europei indoor, giochi del mediterraneo, giochi mondiali militari, universiade e secondo titolo assoluto
Tante le manifestazioni internazionali a cui ha preso parte nel 2005: semifinale sui 60 m hs agli Europei indoor di Madrid in Spagna; quinto posto sui 100 m hs in Coppa Europa tenutasi in Italia a Firenze; squalificata per partenza falsa in finale sui 100 m hs ai Giochi del Mediterraneo in Spagna ad Almería; settima sui 100 m hs in Francia al DécaNation di Parigi; fuori in batteria nei 100 m hs all'Universiade di Smirne in Turchia.
Semifinale dei 100 m hs nel 2006 agli Europei di Göteborg in Svezia e nel 2007 doppia medaglia l'anno dopo ai Giochi mondiali militari in India ad Hyderabad: argento sui 100 m hs ed oro con la 4x100 m.
Nel biennio 2005-2006 ha vinto il titolo assoluto dei 100 m hs nel 2005 anno in cui ha ottenuto l'argento sui 60 m hs indoor; mentre l'anno seguente è stata vicecampionessa assoluta sia sui 60 m hs indoor che nei 100 m hs.

### 2007-2009: tre volte doppietta 60-100 metri ostacoli agli assoluti, europei indoor e giochi del mediterraneo
Durante il triennio 2007-2008-2009 ha fatto sempre doppietta agli italiani assoluti sui 60 m hs (indoor) e nei 100 m hs (outdoor).
Nel 2008 ha partecipato a numerose manifestazioni a livello internazionale: quarta nei 60 m hs in Coppa Europa indoor a Mosca in Russia; a Valencia in Spagna ai Mondiali indoor ha raggiunto la semifinale grazie ad un ottimo 8"02 che rappresenta la 4ª migliore prestazione italiana di tutti i tempi sulla distanza. 
Nello stesso anno alla Coppa Europa per nazioni disputata a giugno in Francia ad Annecy è arrivata quinta ottenendo il personale di 12"98, ad un solo centesimo dall'allora primato italiano di 12"97 di Carla Tuzzi ed a soli due centesimi dal minimo per partecipare ai Giochi olimpici di Pechino. Il CONI ha premiato i suoi sacrifici ed i suoi miglioramenti, convocandola per la prima volta ai Giochi olimpici Pechino 2008 in cui è uscita in batteria sui 100 m hs.
Nel 2009 ha partecipato in Italia a due manifestazioni internazionali: non ha superato la semifinale sui 60 m hs agli Europei indoor di Torino, mentre ha vinto la medaglia di bronzo nei 100 m hs ai Giochi del Mediterraneo di Pescara.

### 2011-2012: giochi mondiali militari ed europei
Sia nel 2011 che nel 2012 pur essendo tra le partecipanti alla gara sui 60 m hs agli italiani assoluti indoor, non ha però gareggiato. Sempre nel 2012 ha vinto l'argento sui 100 m hs.
Nel biennio 2011-2012 in eventi internazionali sui 100 m hs è stata: quinta ai Giochi mondiali militari in Brasile a Rio de Janeiro ed ottava agli Europei di Helsinki in Finlandia.

### 2013: europei indoor, giochi del mediterraneo e vicecampionessa italiana assoluta sui 60 metri ostacoli
L'anno sportivo 2013 in competizioni internazionale l'ha iniziato con due settimi posti: 60 m hs agli Europei indoor a Göteborg in Svezia e staffetta 4x100 m all'Europeo per nazioni in Gran Bretagna a Gateshead; poi è arrivata la medaglia d'oro con la 4x100 m ai Giochi del Mediterraneo svoltisi in Turchia a Mersin e quindi la sesta posizione nei 100 m hs in Francia al DécaNation di Valence.
In ambito italiano, nello stesso anno, è stata vicecampionessa sia agli assoluti indoor sui 60 m hs che a quelli outdoor nei 100 m hs.

### 2014-2015: l'assenza dagli assoluti per maternità ed il ritorno
Non ha partecipato nel 2014 né ai Campionati italiani assoluti indoor di Ancona né a quelli outdoor di Rovereto causa maternità.
Il 2 ottobre del 2010 si è sposata con Lucio Fuccillo, ex quattrocentista ed il 24 giugno del 2014 è diventata mamma di Rebecca.
Nel luglio del 2015 è ritornata a gareggiare agli assoluti: allo Stadio Primo Nebiolo di Torino ha terminato al quarto posto sui 100 m hs.

## Record nazionali

### Promesse
- 60 metri ostacoli: 7"75 ( Firenze, 25 gennaio 2003)[8]

### Cadette
- 80 metri ostacoli: 8"06 ( Firenze, 31 gennaio 2006)[8]

## Progressione

### 60 metri ostacoli indoor
| Stagione | Tempo | Luogo      | Data      | Rank. Mond. |
| -------- | ----- | ---------- | --------- | ----------- |
| 2013     | 8"08  | Göteborg   | 1-3-2013  | 36ª         |
| 2012     | 8"21  | Magglingen | 4-2-2012  | 85ª         |
| 2011     | 8"39  | Magglingen | 6-2-2011  | 170ª        |
| 2009     | 8"09  | Parigi     | 13-2-2009 | 36ª         |
| 2008     | 8"02  | Valencia   | 8-3-2008  | 22ª         |
| 2007     | 8"27  | Ancona     | 17-2-2007 | 86ª         |
| 2006     | 8"28  | Vienna     | 31-1-2006 | 87ª         |
| 2005     | 8"19  | Madrid     | 5-3-2005  | 57ª         |
| 2004     | 8"33  | Genova     | 21-2-2004 | 107ª        |
| 2003     | 8"39  | Glasgow    | 2-2-2003  | 129ª        |
| 2002     | 8"51  | Torino     | 26-1-2002 | 199ª        |
| 2001     | 8"52  | Vittel     | 3-3-2001  | 182ª        |

### 100 metri piani
| Stagione | Tempo | Luogo      | Data      | Rank. Mond. |
| -------- | ----- | ---------- | --------- | ----------- |
| 2015     | 12"02 | Piacenza   | 6-6-2015  |             |
| 2013     | 11"77 | Chiasso    | 19-8-2013 | 618ª        |
| 2012     | 11"61 | Bellinzona | 5-6-2012  | 350ª        |
| 2011     | 11"79 | Chiasso    | 20-8-2011 | 552ª        |
| 2007     | 11"69 | Bottrop    | 24-5-2007 | 383ª        |
| 2005     | 11"97 | Lodi       | 14-5-2005 | 896ª        |
| 2002     | 11"92 | Grosseto   | 26-6-2002 |             |

### 100 metri ostacoli
| Stagione | Tempo | Luogo            | Data      | Rank. Mond. |
| -------- | ----- | ---------------- | --------- | ----------- |
| 2015     | 13"59 | Torino           | 25-7-2015 |             |
| 2013     | 13"02 | Lodi             | 11-5-2013 | 58ª         |
| 2012     | 13"07 | Ginevra          | 2-6-2012  | 85ª         |
| 2011     | 13"28 | Torino           | 25-6-2011 | 136ª        |
| 2009     | 13"03 | Lugano           | 12-6-2009 | 49ª         |
| 2008     | 12"98 | Annecy           | 22-6-2008 | 47ª         |
| 2007     | 13"08 | Milano           | 24-6-2007 | 60ª         |
| 2006     | 13"15 | Göteborg         | 10-8-2006 | 67ª         |
| 2005     | 13"33 | Lugano           | 4-6-2005  | 101ª        |
| 2004     | 13"33 | Lugano           | 5-6-2004  | 124ª        |
| 2003     | 13"45 | Clermont-Ferrand | 9-8-2003  | 146ª        |
| 2002     | 13"68 | Trento           | 25-9-2002 | 229ª        |
| 2001     | 13"58 | Grosseto         | 20-7-2001 | 186ª        |
| 2000     | 13"70 | Chiasso          | 30-8-2000 | 261ª        |
| 1999     | 14"11 | Bydgoszcz        | 18-7-1999 | 494ª        |

## Palmarès
| Anno | Manifestazione                           | Sede              | Evento   | Risultato        | Tempo | Note   |
| ---- | ---------------------------------------- | ----------------- | -------- | ---------------- | ----- | ------ |
| 1999 | Festival olimpico della gioventù europea | Esbjerg           | 100 m hs | 4ª               | 13"87 | [ 9 ]  |
| 1999 | Festival olimpico della gioventù europea | Esbjerg           | 4x100 m  | Argento          |       | [ 2 ]  |
| 1999 | Mondiali allievi                         | Bydgoszcz         | 100 m hs | Batteria         | 13"95 | [ 10 ] |
| 2000 | Mondiali juniores                        | Santiago del Cile | 100 m hs | Batteria         | 13"97 | [ 11 ] |
| 2001 | Europei juniores                         | Grosseto          | 100 m hs | 8ª               | 13"71 | [ 12 ] |
| 2001 | Europei juniores                         | Grosseto          | 4x100 m  | 5ª               | 45"40 | [ 13 ] |
| 2003 | Europei under 23                         | Bydgoszcz         | 100 m hs | Batteria         | 13"83 | [ 14 ] |
| 2003 | Europei under 23                         | Bydgoszcz         | 4x100 m  | 5ª               | 44"82 | [ 15 ] |
| 2003 | XXII Universiade                         | Taegu             | 100 m hs | Quarti di finale | 13"71 | [ 16 ] |
| 2005 | Europei Indoor                           | Madrid            | 60 m hs  | Semifinale       | 8"30  | [ 17 ] |
| 2005 | XV Giochi del Mediterraneo               | Almería           | 100 m hs | Finale           | dq    | [ 18 ] |
| 2005 | DécaNation                               | Parigi            | 100 m hs | 7ª               | 13"69 | [ 19 ] |
| 2005 | XXIII Universiade                        | Smirne            | 100 m hs | Batteria         | 13"67 | [ 20 ] |
| 2006 | Europei                                  | Göteborg          | 100 m hs | Semifinale       | 13"38 | [ 21 ] |
| 2007 | Giochi mondiali militari                 | Hyderabad         | 100 m hs | Argento          | 13"36 | [ 22 ] |
| 2007 | Giochi mondiali militari                 | Hyderabad         | 4x100 m  | Oro              | 44"97 | [ 23 ] |
| 2008 | Mondiali indoor                          | Valencia          | 60 m hs  | Semifinale       | 8"10  | [ 24 ] |
| 2008 | Giochi olimpici                          | Pechino           | 100 m hs | Batteria         | 13"13 | [ 25 ] |
| 2009 | Europei indoor                           | Torino            | 60 m hs  | Semifinale       | 8"21  | [ 26 ] |
| 2009 | Giochi del Mediterraneo                  | Pescara           | 100 m hs | Bronzo           | 13"39 | [ 27 ] |
| 2011 | Giochi mondiali militari                 | Rio de Janeiro    | 100 m hs | 5ª               | 13"32 | [ 28 ] |
| 2012 | Europei                                  | Helsinki          | 100 m hs | 7ª               | 13"16 | [ 29 ] |
| 2013 | Europei indoor                           | Göteborg          | 60 m hs  | 6ª               | 8"11  | [ 30 ] |
| 2013 | Giochi del Mediterraneo                  | Mersin            | 4x100 m  | Oro              | 44"66 | [ 31 ] |
| 2013 | DécaNation                               | Valence           | 100 m hs | 6ª               | 13"28 | [ 32 ] |
| 2016 | Europei                                  | Amsterdam         | 100 m hs | Batteria         | 13"34 |        |

## Campionati nazionali
- 4 volte campionessa assoluta dei 100 m hs (2005, 2007, 2008, 2009)
- 4 volte campionessa assoluta indoor dei 60 m hs (2004, 2007, 2008, 2009)
- 2 volte campionessa promesse dei 100 m hs (2003, 2004)
- 2 volte campionessa promesse indoor sui 60 m hs (2002, 2004)
- 2 volte campionessa juniores dei 100 m (2000, 2001)
- 2 volta campionessa juniores sui 100 m hs (2000, 2001)
- 2 volte campionessa juniores indoor dei 60 m hs (2000, 2001)
- 1 volta campionessa allieve del Pentathlon (1999)
- 1 volta campionessa allieve indoor sui 60 m hs (1999)
- 1 volta campionessa allieve del Tetrathlon (1999)
- 2 volte campionessa allieve dei 100 m hs (1998, 1999)
- 1 volta campionessa cadette sugli 80 m hs (1997)

1997
- Oro ai Campionati italiani cadetti e cadette, (Senigallia), 80 m hs[33]

1998
- Oro ai Campionati italiani allievi e allieve, (Caorle), 100 m hs[34]

1999
- Oro ai Campionati italiani prove multiple allievi e allieve indoor, (Torino), Tetrathlon - 3.077 punti[35][36]
- Oro ai campionati italiani allievi e allieve indoor, (Ancona), 60 m hs[37]
- Oro ai Campionati italiani di prove multiple allievi e allieve, Pentathlon[4]
- Oro ai Campionati italiani allievi e allieve, (Clusone), 100 m hs[38]

2000
- Oro ai Campionati italiani juniores indoor, (Ancona), 60 m hs[39]
- Oro ai Campionati italiani juniores e promesse, (Piovene Rocchette), 100 m
- Oro ai Campionati italiani juniores e promesse, (Piovene Rocchette), 100 m hs[40]

2001
- Oro ai Campionati italiani juniores indoor, (Ancona), 60 m hs[41]
- Oro ai Campionati italiani juniores e promesse, (Milano), 100 m - 12"10[42]
- Oro ai Campionati italiani juniores e promesse, (Milano), 100 m hs - 13"68[43]

2002
- Oro ai Campionati italiani promesse indoor, (Ancona), 60 m hs - 8"62[44]

2003
- 4ª ai Campionati italiani assoluti indoor, (Genova), 60 m hs - 8"50[45]
- Oro ai Campionati italiani juniores e promesse, (Grosseto), 100 m hs - 13"77[46]

2004
- Oro ai Campionati italiani promesse indoor, (Ancona), 60 m hs - 8"41[47]
- Oro ai Campionati italiani assoluti indoor, (Genova), 60 m hs - 8"36[48]
- Oro ai Campionati italiani juniores e promesse, (Rieti), 100 m hs - 13"56[49]

2005
- Argento ai Campionati italiani assoluti indoor, (Ancona), 60 m hs - 8"29[50]
- Oro ai Campionati italiani assoluti, (Bressanone), 100 m hs - 13"49[51]

2006
- Argento ai Campionati italiani assoluti indoor, (Ancona), 60 m hs - 8"33[52]
- Argento ai Campionati italiani assoluti, (Torino), 100 m hs - 13"34[53]

2007
- Oro ai Campionati italiani assoluti indoor, (Ancona), 60 m hs - 8"27[54]
- Oro ai Campionati italiani assoluti, (Padova),
100 m hs - 13"52[55]

2008
- Oro ai Campionati italiani assoluti indoor, (Genova), 60 m hs - 8"14[56]
- Oro ai Campionati italiani assoluti, (Cagliari),
100 m hs - 13"18[57]

2009
- Oro ai Campionati italiani assoluti indoor, (Torino), 60 m hs - 8"28[58]
- Oro ai Campionati italiani assoluti, (Milano),
100 m hs - 13"40[59]

2011
- Argento ai Campionati italiani assoluti, (Torino), 100 m hs - 13"28[60]

2012
- Argento ai Campionati italiani assoluti, (Bressanone), 100 m hs - 13"20[61]

2013
- Argento ai Campionati italiani assoluti indoor, (Ancona), 60 m hs - 8"18[62]
- Argento ai Campionati italiani assoluti, (Milano), 100 m hs - 13"18[63]

2015
- 4ª ai Campionati italiani assoluti, (Torino),
100 m hs - 13"62[64]

2017
- Oro ai campionati italiani assoluti, 100 m hs - 13"20

## Altre competizioni internazionali
2005
- 5ª in Coppa Europa, ( Firenze), 100 m hs - 13"34[65]

2008
- 4ª in Coppa Europa indoor, ( Mosca), 60 m hs - 8"11[66]
- 5ª in Coppa Europa, ( Annecy), 100 m hs - 12"98[67]

2013
- 7ª nell'Europeo per nazioni, ( Gateshead), 4x100 m - 44"35[68]